# سفارة مصر في العراق
سفارة مصر في العراق هي الممثلية الدبلوماسية العليا لدولة جمهورية مصر العربية لدى جمهورية العراق. تقع السفارة في المنطقة الخضراء في بغداد، وتهدف لتعزيز المصالح المصرية في العراق.